# 人見東明
人見 東明（ひとみ とうめい、1883年（明治16年）1月16日 - 1974年（昭和49年）2月4日）は、日本の詩人、教育者。本名は圓吉（えんきち）。昭和女子大学（日本女子高等学院）の創設者。

## 人物
東京に生まれ、岡山県で育つ。早稲田大学高等師範部英語科を卒業後、讀賣新聞社に記者として勤務する。早大在学時より詩作に励み、1907年（明治40年）5月に相馬御風・三木露風・加藤介春・野口雨情らと早稲田詩社を起こす。1909年（明治42年）に加藤介春、三富朽葉、福田夕咲らとともに自由詩社を結成、口語自由詩運動の基礎を作り、新体詩の普及に努めた。また、1920年（大正9年）に日本女子高等学院（後の昭和女子大学）を創立し、教育者としての功績も残している。